# 周超敏
周超敏（Zhou Chaomin，1998年3月18日—），來自广东，汕尾海丰人，中国女子羽毛球运动员。

## 簡歷
周超敏曾代表中國，在2015年世青賽、2016年世青賽獲得混合團體冠軍，及2016年亞青賽混團冠軍、女雙亞軍。
2017年，周超敏／陈露在中國國際挑戰賽女雙決賽不敵隊友杜玥／徐涯，獲得亞軍。
2019年8月，周超敏搭檔任翔宇在白俄羅斯國際賽混雙賽事奪下生涯首座職業賽冠軍。11月，兩人在超級100級別薩洛盧公開賽闖入決賽，最終不敵隊友郭新娃／张殊贤。

## 主要比賽成績
只列出曾進入準決賽的國際賽事成績：
| 年份   | 賽事                 | 公開賽級別 | 項目     | 搭檔   | 成績   |
| ------ | -------------------- | ---------- | -------- | ------ | ------ |
| 2015年 | 世界青年羽毛球錦標賽 | 其他       | 混合團體 | －     | 冠軍   |
| 2016年 | 中國羽毛球國際挑戰賽 | 國際挑戰賽 | 女子雙打 | 陈露   | 準決賽 |
| 2016年 | 亞洲青年羽毛球錦標賽 | 其他       | 混合團體 | －     | 冠軍   |
| 2016年 | 亞洲青年羽毛球錦標賽 | 其他       | 女子雙打 | 倪博文 | 亞軍   |
| 2016年 | 世界青年羽毛球錦標賽 | 其他       | 混合團體 | －     | 冠軍   |
| 2017年 | 中國羽毛球國際挑戰賽 | 國際挑戰賽 | 女子雙打 | 陈露   | 亞軍   |
| 2019年 | 中國陵水羽毛球大師賽 | 超級100賽  | 混合雙打 | 陈笑菲 | 準決賽 |
| 2019年 | 白俄羅斯羽毛球國際賽 | 國際系列賽 | 混合雙打 | 任翔宇 | 冠軍   |
| 2019年 | 薩洛盧羽毛球公開賽   | 超級100賽  | 混合雙打 | 任翔宇 | 亞軍   |

| 2007-2017年 | 首要超級賽 | 超級賽 | 黃金大獎賽 | 大獎賽 | 國際挑戰賽 | 國際系列賽 | 未來系列賽 | 其他 |

| 2018-2026年 | 總決賽 | 超級1000賽 | 超級750賽 | 超級500賽 | 超級300賽 | 超級100賽 | 國際挑戰賽 | 國際系列賽 | 未來系列賽 | 其他 |